# 알베르트 바티르가지예프
알베르트 한불라토비치 바티르가지예프(러시아어: Альберт Ханбулатович Батыргазиев, 1998년 6월 23일~)는 러시아의 권투 선수로 2020년 하계 올림픽 페더급에서 금메달을 획득했다.